# Veenhuizerveld
Veenhuizerveld is een gehucht in de gemeente Putten, in de Nederlandse provincie Gelderland. Het ligt aan de oostzijde van de provinciale weg tussen Putten en Voorthuizen. Aan de westgrens van Veenhuizerveld bevindt zich een klein winkelcentrum.

## Sport en recreatie
- Deze plaats is gelegen aan de Europese wandelroute E11, ter plaatse beter bekend als Marskramerpad. De route komt vanaf de buurtschap Appel en vervolgt via Bato's Erf richting Stroe.
- In Veenhuizerveld ligt een groot saunacomplex.

Hoofdplaats: Putten

Buurtschappen: Bijsteren · Diermen · Gerven · Halvinkhuizen · Hell · Hoef · Huinen · Huinerbroek · Huinerwal · Koudhoorn · Krachtighuizen · 't Oever · Steenenkamer · Veenhuizerveld

Gelderland: Steden en dorpen in Gelderland      Nederland: Provincies · Gemeenten